# Eltendorf
Eltendorf (ungarisch Ókörtvélyes, Körtvélyes) ist eine österreichische Gemeinde mit 900 Einwohnern (Stand 1. Jänner 2025) im Bezirk Jennersdorf, Gerichtsbezirk Güssing im Burgenland.

## Geografie

### Geografische Lage
Die Gemeinde liegt im südlichen Burgenland im Tal der Lafnitz. Das breite Tal liegt in einer Meereshöhe von 230 Meter. Nach Nordosten steigt das Gemeindegebiet zu bewaldeten Höhen an. Die höchsten Erhebungen sind Hochkogel (345 m) und Fidischberg (361 m).
Eltendorf hat eine Fläche von 20,58 Quadratkilometer. Davon sind 55 Prozent landwirtschaftliche Nutzfläche, 32 Prozent sind bewaldet.

### Gemeindegliederung
Das Gemeindegebiet umfasst folgende zwei Ortschaften und gleichnamigen Katastralgemeinden (in Klammern Einwohnerzahl Stand 1. Jänner 2025):
- Eltendorf (549) samt Hochkogel und Käferberg
- Zahling (351) samt Bobisberg, Käferberg, Meisterberg, Oberharberg, Unterharberg und Windenegg

### Nachbargemeinden
| Kukmirn, (Bezirk Güssing) | Gerersdorf-Sulz, (Bezirk Güssing)           | Neustift bei Güssing, (Bezirk Güssing) |
| Königsdorf                | Kompassrose, die auf Nachbargemeinden zeigt | Heiligenkreuz im Lafnitztal            |
|                           | Weichselbaum                                |                                        |

## Geschichte
Keramik, Steinartefakte aus Quarz, Klopf-, Reib-, Mahlsteine, ein kleiner Spinnwirtel und Tonperlen aus der Bronzezeit weisen auf eine frühe Besiedlung hin. Auch für die Zeit der römischen Besatzung in den ersten nachchristlichen Jahrhunderten konnte eine Besiedlung nachgewiesen werden. Die erste urkundliche Erwähnung stammt aus dem Jahr 1428. In einer Schenkungsurkunde von König Sigismund an seinen Feldherren Ladislaus von Saro wird Elekfalva (Alexiusdorf) genannt.
Schon 1346 wird Zahling erstmals urkundlich erwähnt.
Der Ort gehörte, wie das gesamte Burgenland, bis 1920/21 zu Ungarn (Deutsch-Westungarn). Seit 1898 musste aufgrund der Magyarisierungspolitik der Regierung in Budapest der ungarische Ortsname Ókörtvélyes verwendet werden.
Nach Ende des Ersten Weltkriegs wurde nach zähen Verhandlungen Deutsch-Westungarn in den Verträgen von St. Germain und Trianon 1919 Österreich zugesprochen. Der Ort gehört seit 1921 zum neu gegründeten Bundesland Burgenland (siehe auch Geschichte des Burgenlandes). 
Nach dem „Anschluss“ Österreichs im März 1938 wurde das Geschäft der jüdischen Geschäftsfrau Johanna Rosenberger und ihrer Söhne Adolf und Ernst geschlossen und beschlagnahmt, die jüdischen Besitzer im Mai 1938 in das Sammellager Minihof-Liebau deportiert und von dort im Juni 1938 über die Grenze nach Jugoslawien vertrieben. Im Juli 1938 erwarb ein arbeitsloser Schneider und SA-Obergruppenführer aus dem Ort das Geschäft.

## Kultur und Sehenswürdigkeiten

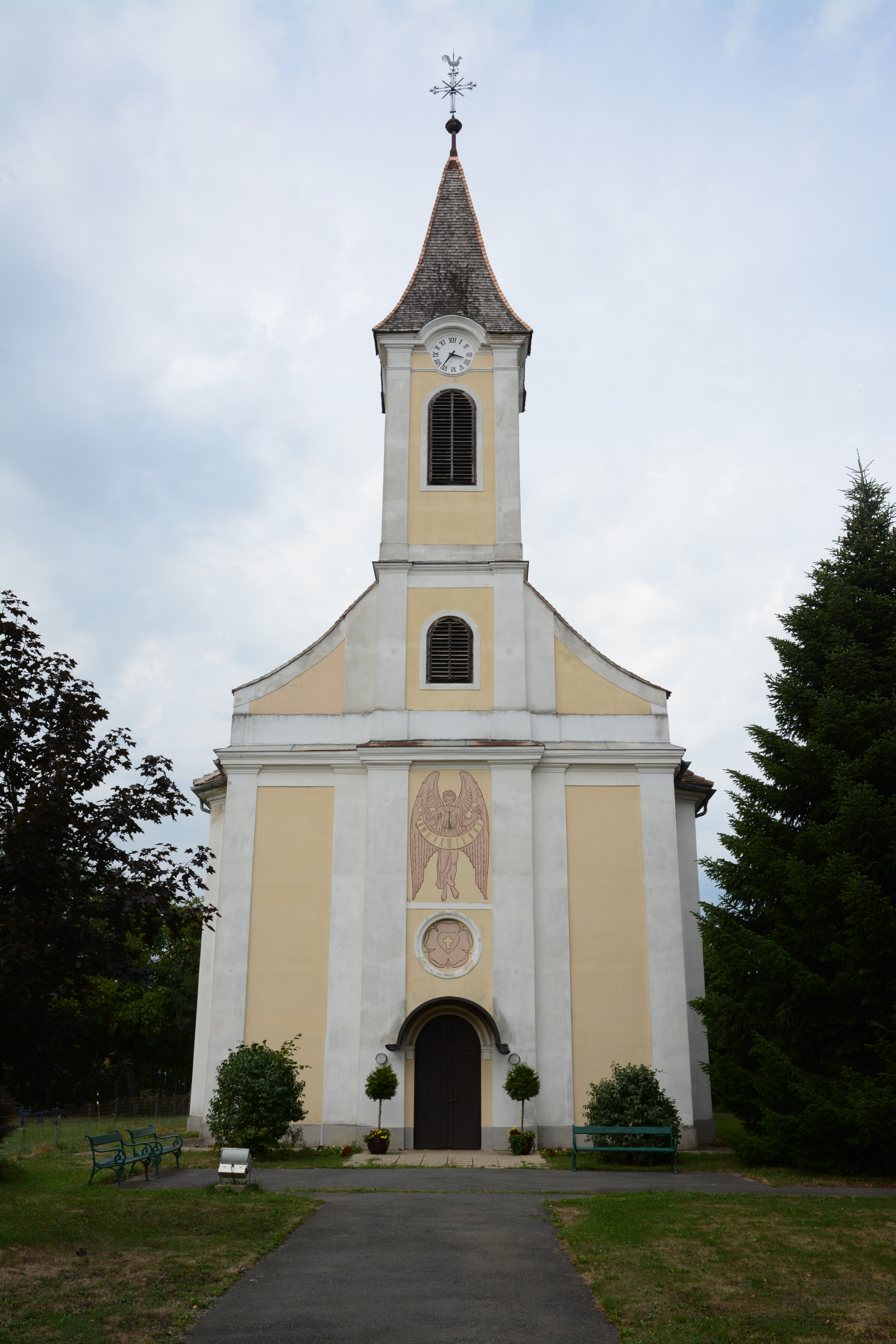
Evangelische Pfarrkirche Eltendorf

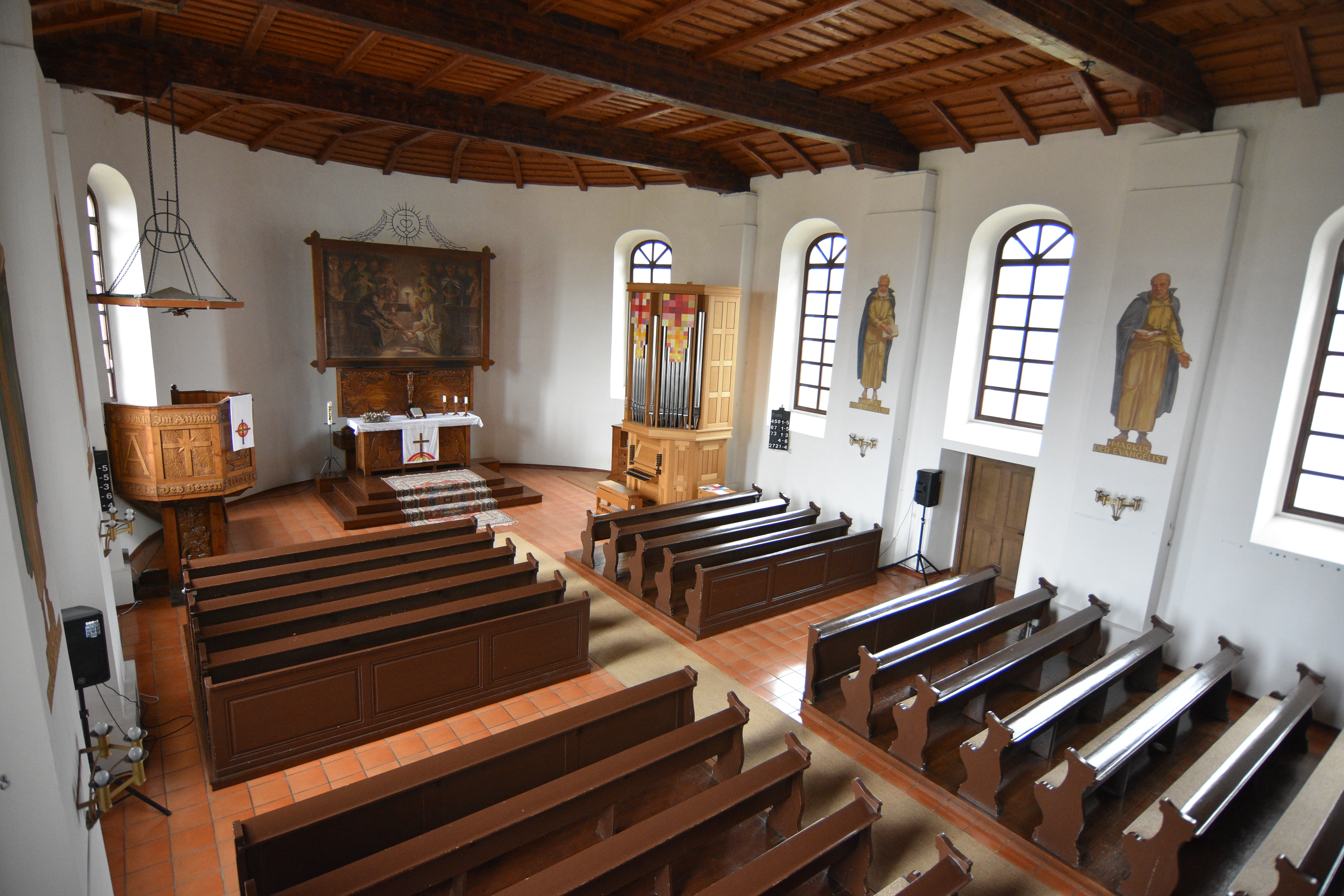
Der Innenraum der Kirche

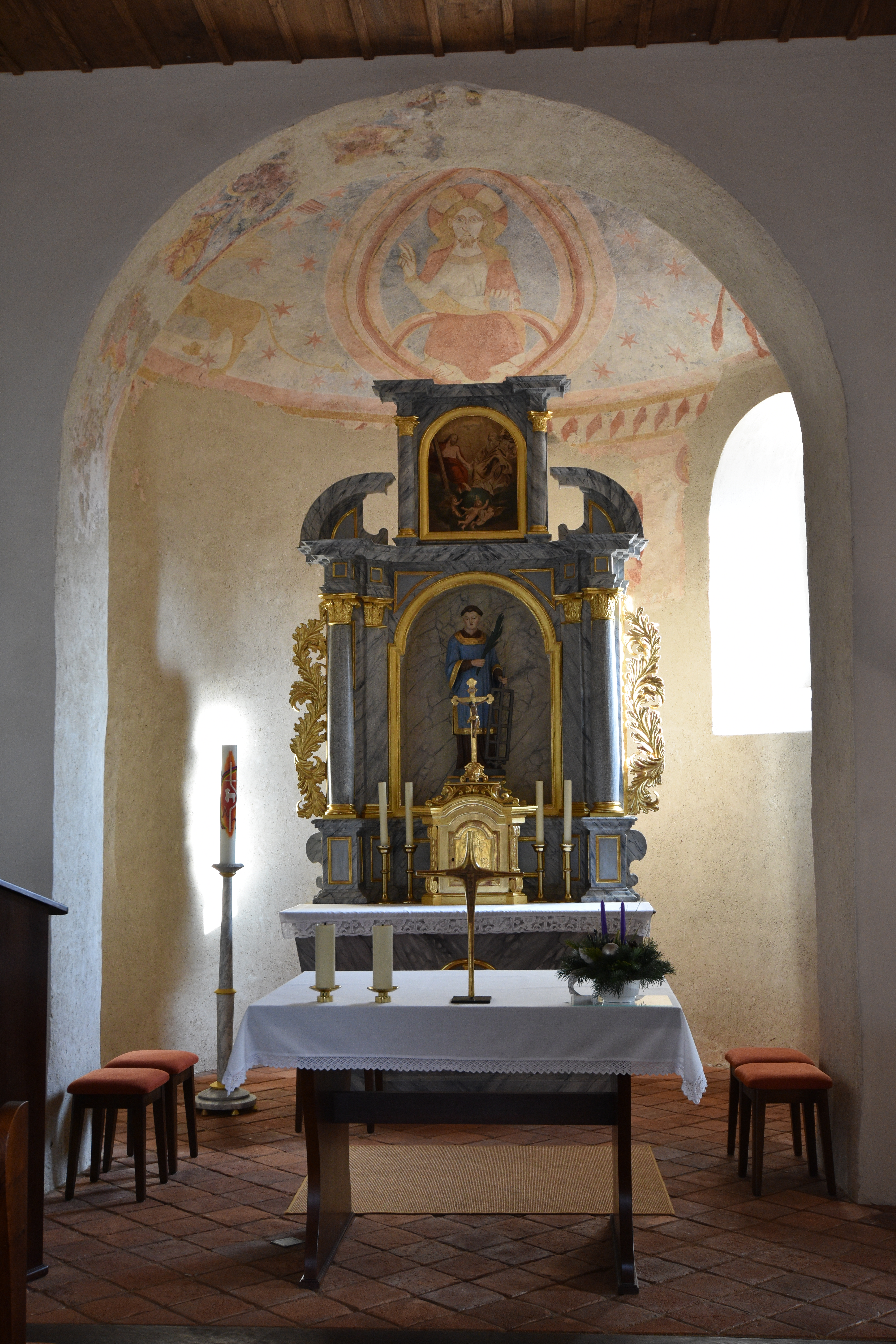
Kirche Zahling

- Evangelische Pfarrkirche Eltendorf: 1791 erbaute einschiffige Saalkirche, der südliche Fassadenturm ist mit einem Spitzhelm versehen.
- Katholische Filialkirche hl. Laurentius: Kleine, ursprünglich romanische, einschiffige Kirche mit eingezogener niedriger Halbkreisapsis. Während der letzten Renovierung wurden von Restauratoren des Bundesdenkmalamtes in der Apsis sensationell romanische Fresken freigelegt. Die Kirche befindet sich in Zahling.

## Politik

### Gemeinderat
Der Gemeinderat hat 15 Mitglieder.
| Gemeinderatswahlen in Eltendorf | Gemeinderatswahlen in Eltendorf | Gemeinderatswahlen in Eltendorf | Gemeinderatswahlen in Eltendorf | Gemeinderatswahlen in Eltendorf | Gemeinderatswahlen in Eltendorf | Gemeinderatswahlen in Eltendorf | Gemeinderatswahlen in Eltendorf | Gemeinderatswahlen in Eltendorf | Gemeinderatswahlen in Eltendorf | Gemeinderatswahlen in Eltendorf | Gemeinderatswahlen in Eltendorf | Gemeinderatswahlen in Eltendorf | Gemeinderatswahlen in Eltendorf | Gemeinderatswahlen in Eltendorf | Gemeinderatswahlen in Eltendorf | Gemeinderatswahlen in Eltendorf | Gemeinderatswahlen in Eltendorf | Gemeinderatswahlen in Eltendorf |
| Ergebnis vom                    | 2. Oktober 2022                 | 2. Oktober 2022                 | 2. Oktober 2022                 | 1. Oktober 2017                 | 1. Oktober 2017                 | 1. Oktober 2017                 | 7. Oktober 2012                 | 7. Oktober 2012                 | 7. Oktober 2012                 | 7. Oktober 2007                 | 7. Oktober 2007                 | 7. Oktober 2007                 | 21. Oktober 2002                | 21. Oktober 2002                | 21. Oktober 2002                | 5. Oktober 1997                 | 5. Oktober 1997                 | 5. Oktober 1997                 |
| ------------------------------- | ------------------------------- | ------------------------------- | ------------------------------- | ------------------------------- | ------------------------------- | ------------------------------- | ------------------------------- | ------------------------------- | ------------------------------- | ------------------------------- | ------------------------------- | ------------------------------- | ------------------------------- | ------------------------------- | ------------------------------- | ------------------------------- | ------------------------------- | ------------------------------- |
| Wahlberechtigt                  | 949                             |                                 |                                 | 946                             |                                 |                                 | 945                             |                                 |                                 | 942                             |                                 |                                 | 929                             |                                 |                                 | 889                             |                                 |                                 |
|                                 | Stim- men                       | %                               | Man- date                       | Stim- men                       | %                               | Man- date                       | Stim- men                       | %                               | Man- date                       | Stim- men                       | %                               | Man- date                       | Stim- men                       | %                               | Man- date                       | Stim- men                       | %                               | Man- date                       |
| Abgegeben                       | 774                             | 81,45                           |                                 | 793                             | 86,67                           | –                               | 819                             | 86,67                           | –                               | 786                             | 83,44                           | –                               | 805                             | 86,65                           | –                               | 784                             | 88,19                           | –                               |
| Ungültig                        | 36                              | 4,66                            |                                 | 62                              | 7,82                            | –                               | 43                              | 5,25                            | –                               | 53                              | 6,74                            | –                               | 68                              | 8,45                            | –                               | 68                              | 8,67                            | –                               |
| Gültig                          | 737                             | 95,34                           | 15                              | 731                             | 92,18                           | 15                              | 776                             | 94,75                           | 15                              | 733                             | 93,26                           | 15                              | 737                             | 91,55                           | 15                              | 716                             | 91,33                           | 15                              |
| Davon entfielen auf             |                                 |                                 |                                 |                                 |                                 |                                 |                                 |                                 |                                 |                                 |                                 |                                 |                                 |                                 |                                 |                                 |                                 |                                 |
| FBL                             | 255                             | 34,60                           | 5                               | 151                             | 20,66                           | 3                               | 198                             | 25,52                           | 4                               | 146                             | 19,92                           | 3                               | n.k.                            | –                               | –                               | n.k.                            | –                               | –                               |
| ÖVP                             | 231                             | 31,34                           | 5                               | 323                             | 44,19                           | 7                               | 294                             | 37,89                           | 6                               | 325                             | 44,34                           | 7                               | 331                             | 44,91                           | 7                               | 294                             | 41,06                           | 6                               |
| SPÖ                             | 159                             | 21,57                           | 3                               | 198                             | 32,47                           | 4                               | 252                             | 32,47                           | 5                               | 262                             | 35,74                           | 5                               | 330                             | 44,78                           | 7                               | 275                             | 38,41                           | 6                               |
| FPÖ                             | 92                              | 12,48                           | 2                               | 59                              | 8,07                            | 1                               | 32                              | 4,12                            | 0                               | n.k.                            | –                               | –                               | 76                              | 10,31                           | 1                               | 147                             | 20,53                           | 3                               |

### Bürgermeister
Bei der Wahl 2022 wurde Christian Schaberl in der Stichwahl mit 59,6 Prozent der Stimmen zum neuen Bürgermeister von Eltendorf gewählt.
- 1967–1971 Alexander Gaal[12]
- 1971–1982 Rudolf Flamisch
- 1982–1991 Julius Peischl
- 1992–2002 Rudolf Mirth
- 2002–2012 Alexander Wiesner
- 2012–2022 Josef Pfeiffer[13]
- seit 2022 Christian Schaberl

### Wappen
Der Gemeinde wurde 2009 folgendes Wappen verliehen: In Gold über einem grünen, mit einem blauen Wellenbalken belegten Berg, eine ein zu zwei zu drei gestellte Weintraube; die mittlere Beere der Weintraube ist belegt mit einer goldenen, grünblättrigen heraldischen Rose mit blauem Herz, umgeben von einem schwarzen Ring, oben besteckt mit einem schwarzen Kreuz.

### Gemeindepartnerschaften
- Katastralgemeinde Zahling mit Zahling-Obergriesbach in Bayern[15]

## Persönlichkeiten
- Julius Nikles (1924–2013), Landwirt und Politiker